# (5153) Gierasch
(5153) Gierasch – planetoida z pasa głównego asteroid okrążająca Słońce w ciągu 4 lat i 122 dni w średniej odległości 2,66 j.a. Została odkryta 9 kwietnia 1940 roku przez fińskiego geodetę, fizyka i astronoma Yrjö Väisälä w Turku. Jej nazwa pochodzi od Petera J. Gierascha (ur. 1940) – astronoma specjalizującego się w badaniach atmosfer planet Układu Słonecznego, laureata Nagrody Gerarda P. Kuipera w 2014 roku.